# 국제유성기구
국제유성기구(International Meteor Organization, IMO)는 수년간의 전신 모임을 거쳐 1988년에 공식적으로 설립되었다. IMO는 수백 명의 회원을 보유하고 있으며 아마추어 및 전문 유성 연구에 대한 국제 협력의 증가하는 필요에 대응하여 설립되었다. 전 세계에서 여러 방법을 통해 유성 관측을 수집하는 것은 유성우와 혜성 및 행성간 먼지와의 관계에 대한 포괄적인 연구를 보장한다.
IMO는 격월간지 WGN을 발행하고 매년 9월에 국제유성회의(IMC)를 개최한다.

## 같이 보기
- 미국 유성 학회
- 천문학회 목록
- 운석학

## 참고
1. ↑  WGN = "werkgroepnieuws"(네덜란드어)는 영어로 "workgroup news"이다. WGN은 처음에는 회람이었으나 나중에 저널이 되었다.